# Niedergörsdorf
Niedergörsdorf è un comune di 6 194 abitanti del Brandeburgo, in Germania.

Appartiene al circondario del Teltow-Fläming.

## Società

### Evoluzione demografica
- Sviluppo della popolazione dal 1875 entro gli attuali confini (Linea Blu: Popolazione; Linea puntata: Confronto dello sviluppo della popolazione dello stato del Brandenburgo; Sfondo grigio: Ai tempi del governo nazista; Sfondo rosso: Al tempo del governo comunista)
- Sviluppo recente della popolazione (Linea blu) e previsioni

## Geografia antropica

### Suddivisioni amministrative
Il territorio comunale si divide in 22 zone (Ortsteil), corrispondenti al centro abitato di Niedergörsdorf e a 21 frazioni:
- Niedergörsdorf (centro abitato)
- Altes Lager
- Blönsdorf
- Bochow
- Dalichow
- Danna
- Dennewitz
- Eckmannsdorf
- Gölsdorf
- Kaltenborn
- Kurzlipsdorf
- Langenlipsdorf
- Lindow
- Malterhausen
- Mellnsdorf
- Oehna
- Rohrbeck
- Schönefeld
- Seehausen
- Wergzahna
- Wölmsdorf
- Zellendorf[senza fonte]